# Col d'Olen
Il Col d'Olen (pron. fr. AFI: [kɔl dɔlɑ̃]; anche (FR)  col du Dolent - 2.881 m s.l.m.) è un valico alpino che unisce la valle del Lys (in Valle d'Aosta) con la Valsesia (in Piemonte).

## Caratteristiche

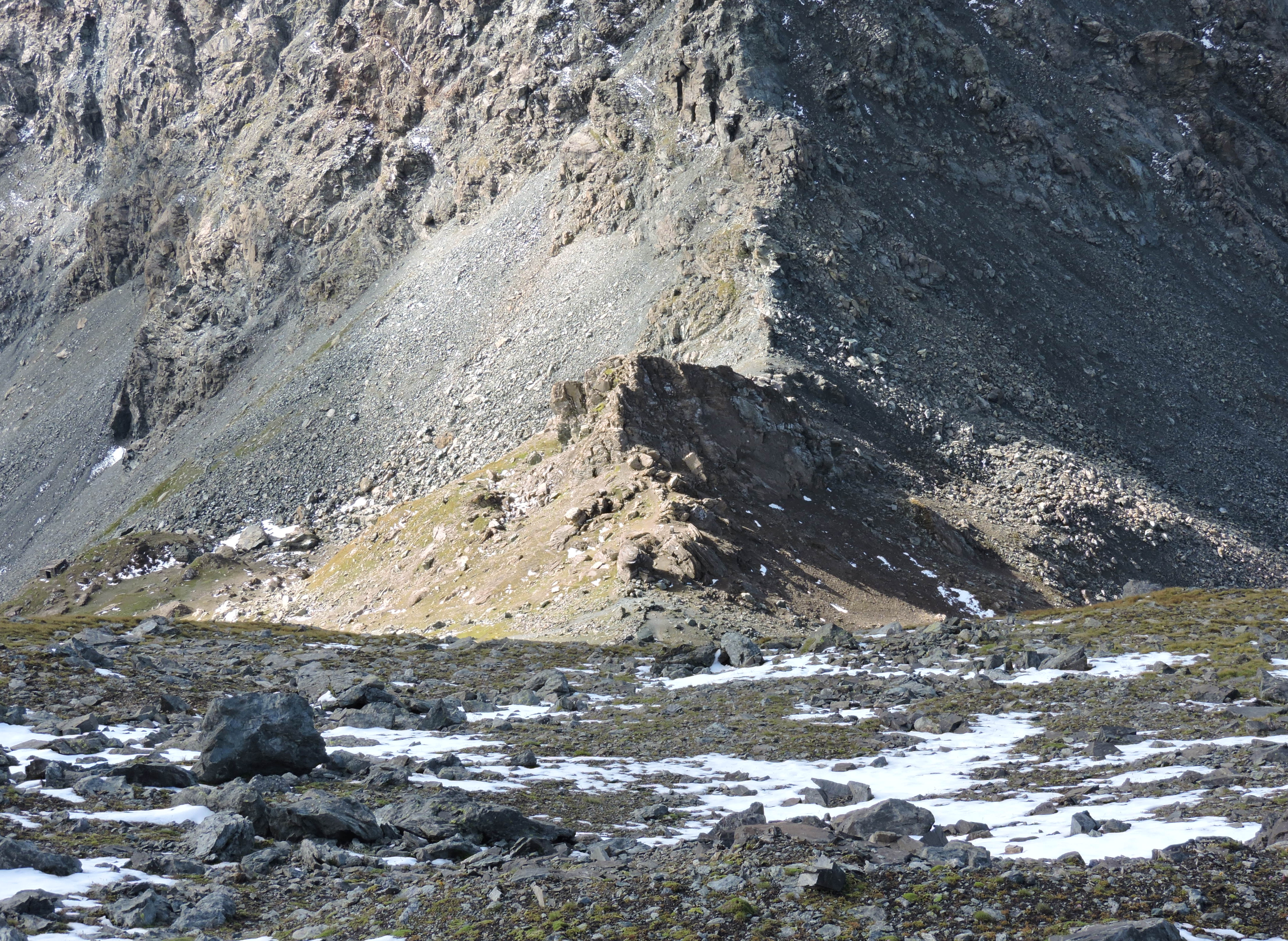
Il Col d'Olen visto dal Corno del Camoscio

Si trova a sud del Passo dei Salati e si apre tra il Corno del Camoscio e il Corno Rosso. Dal punto di vista geomorfologico separa le Alpi del Monte Rosa (a nord) dai Contrafforti valsesiani del Monte Rosa (a sud). Attraverso il colle passa il Tour del Monte Rosa.
È stato storicamente un colle di grande comunicazione tra le vallate alpine e per le popolazioni Walser che abitavano le valli.

## Rifugi

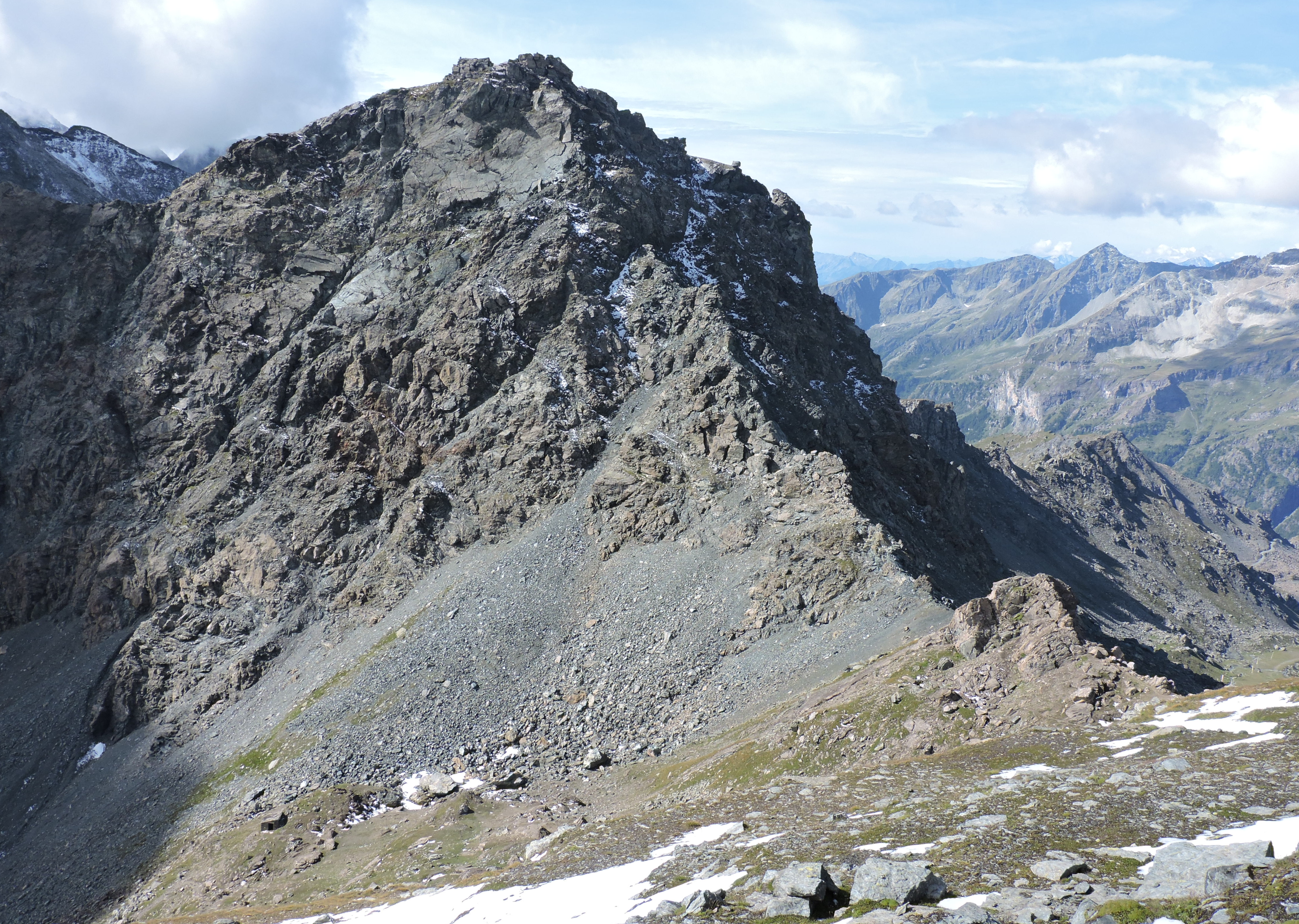
Il passo e, a sinistra, il Corno Rosso

Nei pressi del colle si trovano gli ex rifugi:
- Rifugio Città di Vigevano - 2.864 m
- Rifugio Guglielmina - 2.880 m